# Lobé (Kribi)
Ne doit pas être confondu avec Lobé.
Lobé est un village côtier de la région du Sud du Cameroun. Il fait partie de l'arrondissement de Kribi I dans le département de l'Océan. 

## Population
En 1964-1965 le village comptait 399 habitants, principalement des Batanga du groupe Banoho.
Lors du recensement de 2005, 676 personnes y ont été dénombrées.
On y parle le banoho, un dialecte du batanga.